# Opuntia bravoana
Opuntia bravoana ist eine Pflanzenart in der Gattung der Opuntien (Opuntia) aus der Familie der Kakteengewächse (Cactaceae). Das Artepitheton bravoana ehrt die mexikanische Botanikerin und Kakteenspezialistin Helia Bravo Hollis.

## Beschreibung
Opuntia bravoana wächst strauchig mit aufrechten Trieben, ist reich von der Basis her verzweigt und erreicht Wuchshöhen von 1 bis 2 Meter sowie Durchmesser von bis zu 2 Meter. Die grünen, in Nähe der Areolen etwas purpurfarben überhauchten, kahlen oder etwas papillaten, anfangs länglichen und später eiförmigen Triebabschnitte sind bis zu 36 Zentimeter lang und bis zu 14 Zentimeter breit. Die darauf befindlichen konischen, rötlichen, bis zu 3 Millimeter langen Blattrudimente sind rasch hinfällig, die kurzen Glochiden gelb. Die bis zu fünf gelben bis grauen Dornen werden an alten Areolen ausgebildet, fehlen jedoch oft ganz. Sie sind abgeflacht, manchmal verdreht, gelegentlich abwärtsgebogen und bis zu 4,5 Zentimeter lang.
Die gelben Blüten sind rötlich überhauch und weisen eine Länge von bis zu 8 Zentimeter auf.

## Verbreitung, Systematik und Gefährdung
Opuntia bravoana ist im mexikanischen Bundesstaat Baja California Sur südlich von La Paz verbreitet.
Die Erstbeschreibung erfolgte 1933 durch Edgar Martin Baxter.
In der Roten Liste gefährdeter Arten der IUCN wird die Art als „Least Concern (LC)“, d. h. als nicht gefährdet geführt. Die Entwicklung der Populationen wird als stabil angesehen.

## Nachweise